# Greenwood (Illinois)
Greenwood es una villa ubicada en el condado de McHenry en el estado estadounidense de Illinois. En el Censo de 2010 tenía una población de 255 habitantes y una densidad poblacional de 53,02 personas por km².

## Geografía
Greenwood se encuentra ubicada en las coordenadas 42°23′30″N 88°23′22″O / 42.39167, -88.38944. Según la Oficina del Censo de los Estados Unidos, Greenwood tiene una superficie total de 4.81 km², de la cual 4.81 km² corresponden a tierra firme y (0%) 0 km² es agua.

## Demografía
Según el censo de 2010, había 255 personas residiendo en Greenwood. La densidad de población era de 53,02 hab./km². De los 255 habitantes, Greenwood estaba compuesto por el 90.2% blancos, el 0% eran afroamericanos, el 0% eran amerindios, el 0.39% eran asiáticos, el 0% eran isleños del Pacífico, el 5.88% eran de otras razas y el 3.53% pertenecían a dos o más razas. Del total de la población el 9.02% eran hispanos o latinos de cualquier raza.